# Гидроледорез
Гидроледорез — электрогидравлическое устройство подачи воды под большим давлением, предназначенное для разрушения наледей на различных поверхностях или плавающего льда на водоёмах. Современное использование водоструйного метода разрушения льда ограничено лишь такими областями ледотехники, как резание льда на плоскостях взлётно-посадочных полос и шлюзов, а также при укладке труб во льдах и вечной мерзлоте. Гидроледорезы не получили широкого распространения на ледоколах и судах ледового плавания из-за высоких энергетических затрат на их функционирование и из-за того, что при надводном расположении реактивных сопел их работа сопровождается образованием водной пыли и обледенением.

## История
В первоначально предложенной концепции корабельной системы, на носу судна установлен трубопровод высокого давления, заканчивающийся соплом, вокруг которого размещается торообразная ёмкость с соплами низкого давления. Так как при работе гидроледореза его струя образует водяную пыль и она приводит к обледенению корпуса судна, то через торообразную ёмкость подаётся вода для создания водяной завесы. В конце 1940-х годов на ледоколе «Ермак» осуществлялись испытания первого прототипа устройства в Арктике, результаты которых были признаны тогда неперспективными для продолжения этого проекта. Позже в США предлагались реактивные сопла, прорезающие плавучий лёд высоконапорными струями из-под воды, гидромониторное сопло с пневматическим подъёмным устройством, гидравлический ледорез — их практическое применение было остановлено превышением допустимых энергетических затрат на функционирование этих устройств. В СССР в гидравлической лаборатории ЛИИЖТа был изготовлен опытный образец электрогидравлического водомёта с давлением выбрасываемой струи 3000 МПа. Согласно их схеме использования этих устройств, для надводного разрушения льда водомёты по три штуки на каждом борту должны были монтироваться в носовой части судна. В вертикальной плоскости водомёты предполагалось устанавливать под различными углами наклона, угол и энергия выстрела должны были изменяться автоматически в зависимости от толщины льда. Для подводного разрушения льда на каждом борту в носовой части судна предлагалось монтировать по одному электрогидравлическому водомёту в дополнение к водомётам, установленным над водой.
Разрушение льда с помощью импульсных струй гидромонитора изучалось в гидравлической лаборатории ЛИВТ и в ледоисследовательской лаборатории АА НИИ. В СО АН СССР был разработан импульсный водомёт ИВ-5, который с расстояния 4,5 м одним выстрелом разбивал на мелкие куски глыбу размером 0,5×0,6×0,7 м, расходуя лишь 1 литр воды. На Обском водохранилище за 70 выстрелов был сделан проход в ледяном блоке размером 6,5×2,6×0,8 м. Производительность разрушения льда при скорострельности 30 выстрелов в минуту была 347 м³/ч. Часовая производительность разрушения плавучего льда водометом ИВ-9 увеличивалась до 6720 м³ по объёму и 10 920 м² по площади за счет увеличения диаметра сопла до 30 мм. Удельные энергетические затраты ИВ-9 невелики и составляют 0,2—0,3  кВт⋅ч/м³ льда на грунте и 0,01—0,15  кВт⋅ч/м³ льда на плаву. Эффективность разрушения льда импульсным водометом ИВ-9 в таблице ниже:
| Площадь льдины, м² | Средняя толщина льда, м | Объем льдины, м³ | Число выстрелов, разрушающих льдину | Площадь льда, разрушаемого за выстрел, м² | Объем льда, разрушаемого за выстрел, м³ |
| ------------------ | ----------------------- | ---------------- | ----------------------------------- | ----------------------------------------- | --------------------------------------- |
| 70                 | 0,5                     | 35               | 7                                   | 5                                         | 10                                      |
| 50                 | 0,8                     | 40               | 6                                   | 6,6                                       | 8,3                                     |
| 35                 | 0,6                     | 41               | 4                                   | 5,3                                       | 8,9                                     |

Также, в ходе исследований обнаружилась эффективность и перспективность импульсного гидроледореза для разрушения гололёда и наледей. Опыты в частности показали, что при малых углах атаки вода не разрушает дорожного полотна даже при давлении в 140 МПа и в то же время сбрасывает с него лёд.